# Kigazo (vattendrag i Karuzi)
Kigazo är ett vattendrag i Burundi.   Det ligger i provinsen Karuzi, i den centrala delen av landet, 70 kilometer öster om huvudstaden Bujumbura.
Omgivningarna runt Kigazo är en mosaik av jordbruksmark och naturlig växtlighet. Runt Kigazo är det ganska tätbefolkat, med 230 invånare per kvadratkilometer.